# Manuel Domínguez González
Manuel Domínguez González (Caracas, Veneçuela, 25 de gener de 1974) és un polític espanyol que milita a les files del Partit Popular de Tenerife, del que és president regional des del 2021 fins a l'actualitat. Va ser alcalde de Los Realejos des del juny del 2007 fins al 2022, any en què va dimitir per dedicar-se a la política autonòmica.

## Biografia
Fill de pares canaris, va néixer a Caracas, on residia la família. Aviat va tornar a Tenerife, concretament al municipi dels Realejos, on Manuel Domínguez va passar la seva infància i on resideix en l'actualitat. Està casat i té tres fills, així com un germà i una germana menors que ell.
Es va llicenciar en Direcció i Administració d'empreses a l'especialitat de Màrqueting per l'Escola Superior de Management.
Ha estat soci propietari de Promociones Domínguez Morales Prodomo SL, empresa dedicada a la promoció immobiliària i de Màrqueting Nord Canàries.

## Vida política
A les eleccions municipals de 2003 va accedir per primera vegada com a regidor a l'Ajuntament de Los Realejos, dirigint l'àrea d'Hisenda, en un govern de pacte amb Coalició Canària. L'any 2007 revalida la seva acta però es manté a l'oposició. A l'any següent és designat secretari general del Partit Popular de Tenerife.
Al juliol de 2009 accedeix a Les Corts com a diputat, en substitució de Gabriel Mato Adrover, que va cursar baixa per ser candidat al Parlament Europeu.
Després de la celebració de les Eleccions municipals d'Espanya de 2011, en les quals va obtenir la majoria absoluta a la corporació municipal, l'11 de juny va ser elegit Alcalde dels Realejos, sent reelegit quatre anys després a les Eleccions municipals d'Espanya del 2015, ampliant el nombre de regidors del seu grup fins a un total de catorze. A les Eleccions municipals d'Espanya de 2019 va treure 15 regidors, aconseguint 1 regidor més.
Després de les eleccions municipals d'Espanya de 2015, on va ser cap de llista al Cabildo Insular de Tenerife, va ser nomenat Conseller Insular, compaginant aquesta tasca amb l'alcaldia.
Des de 2011 és el President del Partit Popular de Tenerife. En 2017 és designat per Mariano Rajoy Brey membre de la Junta Directiva Nacional del Partit Popular. Aquest mateix any, torna a ser elegit President Insular del partit amb un 99,6% dels vots rebuts de tots els comitès locals. El 27 de gener de 2022 va dimitir del seu càrrec com a president del Partit Popular de Tenerife per ocupar el càrrec de president del Partit Popular de Canàries.